# Hotel Nikko Mexico
Hotel Nikko è un grattacielo situato nella via di Campos Eliseos #204 nel quartiere di Polanco a Città del Messico, può contare su 6 ascensori.
La sua altezza è di 43 piani.

## Dettagli importanti
La sua costruzione terminò nel 1987, due anni dopo il terribile terremoto di magnitudo 8,5.
L'area totale del grattacielo è di 41.000m².
È uno dei grattacieli più emblematici di Città del Messico ed è considerato uno dei grattacieli più sicuri di Polanco assieme con:
- Residencial del Bosque 2 (Torre Gemela 2)
- Residencial del Bosque 1 (Torre Gemela 1)
- Presidente InterContinental Hotel

Ai piedi del Hotel Nikko Mexico si estende maestoso e millenario il Bosco e il lago di Chapultepec, guardiano della cultura e polmone della città.
È un hotel a 5 stelle.
Nel 2003 sopportò un terremoto di magnitudo 7,6.